# Ведмідівка
Ведмі́дівка — залізнична станція на ділянці Ростов-на-Дону — Краснодар. Розташована у станиці Медведівській.
Побудовано у 1911–1912 роках за проектом українського архітектора Сергія Тимошенка. Архітектурний стиль — український архітектурний модерн.